# Colobel
Colobel ist eine Anfang des 20. Jahrhunderts durch den französischen Züchter Albert Seibel neu gezüchtete Rotweinsorte. Sie ist eine Kreuzung zwischen Seibel 6150 und Seibel 5455 und gehört zur großen Familie der Seibel-Reben. Es handelt sich dabei um eine überaus komplexe Züchtung, in der Gene der Wildreben Vitis rupestris, Vitis aestivalis, Vitis cinerea, Vitis berlandieri und Vitis vinifera vorhanden sind. Im Jahr 1960 betrug die bestockte Rebfläche in Frankreich 1.269 Hektar. Im Jahr 1988 war die Fläche auf 105 Hektar geschrumpft. Kleinere Rebflächen sind auch in den Vereinigten Staaten bekannt (→Weinbau in New York).
Colobel treibt spät aus, mit guter Pilzresistenz gegen den Mehltau. Anfällig ist sie dagegen gegen Anthraknose. Die Reife der Beeren stellt sich ca. 2 Wochen nach denen des Gutedel ein. Je nach Ausbau entsteht ein tiefroter einfacher Wein. Der Wein wird meist im Verschnitt mit anderen Rebsorten verwendet, da seine farbliche Deckkraft fünfmal höher als beim Cabernet Sauvignon liegt. Die Rebsorte wird daher in kühleren Weinbaugebieten gerne als Färbertraube eingesetzt.
Obwohl sie eine Hybridrebe ist, wurde der Anbau zwar in der EU in den 1950er Jahren nicht mehr empfohlen, durfte aber noch im französischen Languedoc sowie im Loiretal verwendet werden. Gemäß einem Dekret vom 18. April 2008 gehört die Rebsorte zu den offiziell zugelassenen Rebsorten für den gewerblichen Anbau, da im Erbgut der Pflanze Anteile der Edelrebe Vitis vinifera enthalten sind.
Siehe auch die Artikel Weinbau in Frankreich und Weinbau in den Vereinigten Staaten.